# Pseudophilautus procax
Espèce
Synonymes
- Philautus procax Manamendra-Arachchi & Pethiyagoda, 2005

Statut de conservation UICN

 CR B1ab(iii)+2ab(iii) : 
En danger critique
Pseudophilautus procax est une espèce d'amphibiens de la famille des Rhacophoridae.

## Répartition
Cette espèce  est endémique du Sri Lanka. Elle se rencontre dans les monts Rakwana à environ 1 060 m d'altitude,.

## Description
Pseudophilautus procax mesure de 25 à 27 mm pour les mâles. Son dos est brun pâle avec des taches brun foncé et présente, chez certains individus, une ligne longitudinale de couleur jaunâtre ou rose. Son ventre est jaune vif.

## Étymologie
Son nom d'espèce, du latin procax, « audacieux, effronté », lui a été donné en référence à une marque présente sur sa joue.

## Publication originale
- Manamendra-Arachchi & Pethiyagoda, 2005 : The Sri Lankan shrub-frogs of the genus Philautus Gistel, 1848 (Ranidae: Rhacophorinae), with description of 27 new species. The Raffles Bulletin of Zoology, Supplement Series, no 12, p. 163-303 (texte intégral).